# Algemene Vereniging Radio Omroep

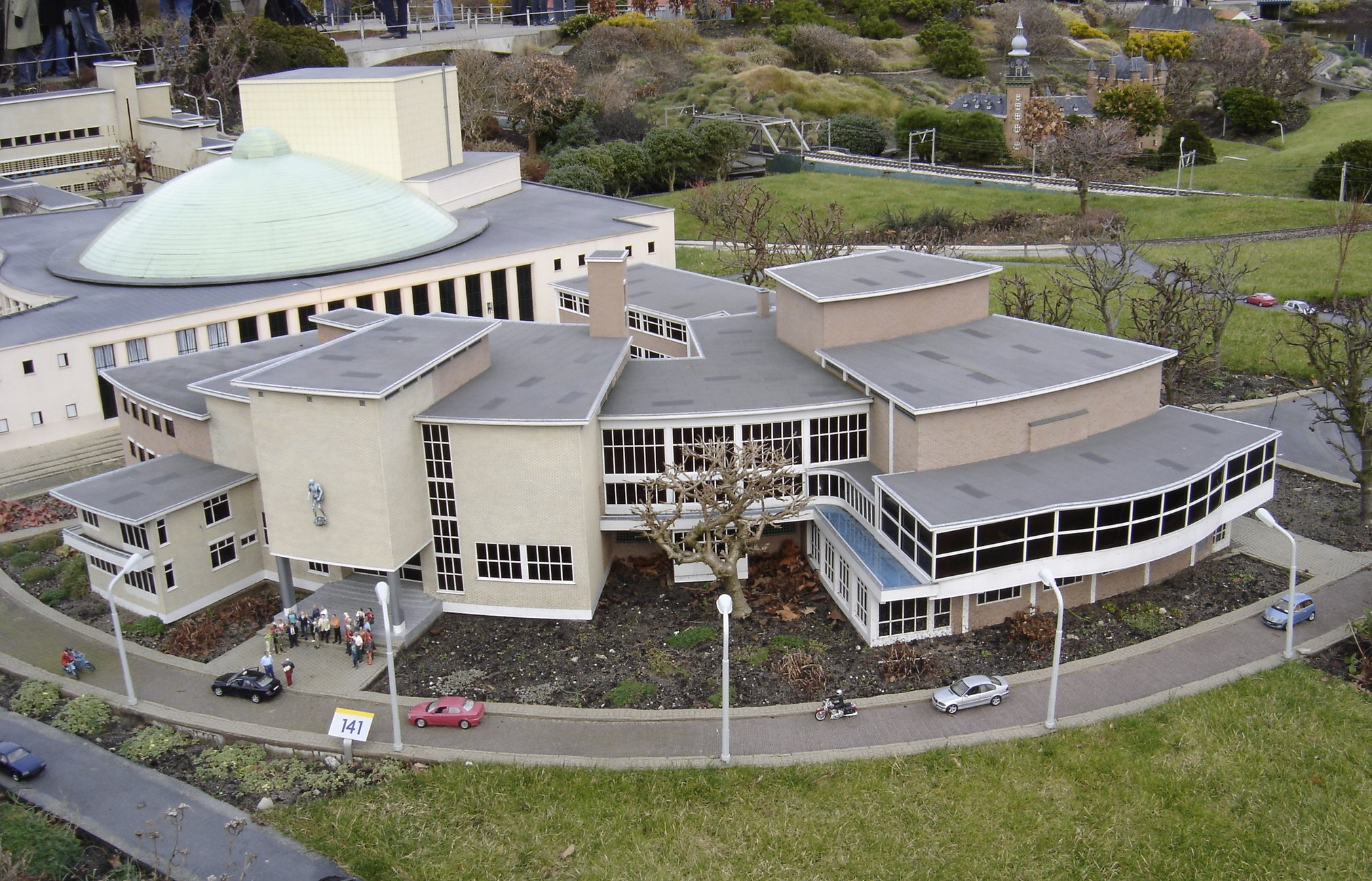
Modell der ehemaligen AVRO Studios Hilversum im Miniaturenpark Madurodam

Die Algemene Vereniging Radio Omroep (AVRO; deutsch Allgemeine Rundfunkvereinigung) war eine niederländische öffentlich-rechtliche Rundfunkgesellschaft und einer der Mitgliedsverbände des Nederlandse Publieke Omroep (NPO). 1926 gegründet, war sie die älteste Rundfunkorganisation der Niederlande. Die ursprüngliche weltanschauliche Ausrichtung der AVRO war „liberal“ oder „neutral“, in dem Sinne, dass sie nicht durch die damals übliche Verzuiling bestimmt war, also weder konfessionell noch sozialistisch ausgerichtet. 
Ihren Namen AVRO erhielt sie 1927 durch eine Fusion mit einer anderen Organisation. 1941-45 war sie in der Zeit der Besatzung verboten. Zum Hörfunk kam 1951 das Fernsehen hinzu. Die AVRO ist 2014 durch Fusion mit der TROS in der AVROTROS aufgegangen.

## Geschichte und Status
Am 8. Juli 1923 wurde die Hilversumsche Draadlooze Omroep gegründet, sie änderte aber bald darauf ihren Namen in Algemeene Nederlandsche Radio Omroep. Die ANRO fusionierte am 28. Dezember 1927 mit der Nederlandsche Omroep Vereeniging zur Algemeene Vereeniging Radio Omroep (AVRO). Direktor in der damaligen Zeit war Willem Vogt. 
Aufgrund der damals herrschenden Verzuiling („Versäulung“), d. h. der ausgeprägten Einteilung der niederländischen Gesellschaft in konfessionelle und weltanschauliche Gruppen, gründeten religiöse Protestanten und Katholiken sowie die sozialistische Arbeiterbewegung noch in den 1920er-Jahren ihre jeweils eigenen Sender. Für die eher allgemein ausgerichtete AVRO verblieb danach vor allem das liberale Publikum. Nach dem Sendezeitbeschluss (Zendtijdbesluit) vom 15. Mai 1930 teilte sich AVRO die Programmplätze auf dem Sender Hilversum gleichberechtigt mit der sozialistischen Vereeniging van Arbeiders Radio Amateurs (VARA), ein kleinerer Teil der Sendezeit wurde dem freisinnig-protestantischen VPRO eingeräumt, während die evangelisch-reformierte NCRV und der katholische KRO das Programm des Senders Huizen bestritten. 
Neben VARA, NCRV, KRO und VPRO war AVRO von 1947 an auch einer der fünf Mitgliedsverbände der Nederlandse Radio Unie (NRU). Als die Niederlande am 2. Oktober 1951 das Fernsehen einführten, war AVRO – im Rahmen der Nederlandse Televisie Stichting (NTS) – einer der vier ersten Fernsehanbieter. NRU und NTS bildeten 1969 die Nederlandse Omroep Stichting (NOS), der AVRO seither angehörte. Weiterhin dominierte die Verzuiling das niederländische Rundfunksystem; anders als die deutsche ARD war der öffentliche Rundfunk hier nicht nach Regionen, sondern nach Konfessionen und Weltanschauungen gegliedert. AVRO repräsentierte auch nach dem Zweiten Weltkrieg die liberale Säule.
Größe und Einfluss der Rundfunksender bemisst sich an der Zahl ihrer Mitglieder. Jede Einzelperson kann Mitglied ihrer bevorzugten Rundfunkanstalt werden. Die Mitgliederzahl beeinflusst, wie stark der jeweilige Verband innerhalb des NPO vertreten ist und wie viele Sendestunden ihm wöchentlich zufallen. Im Jahr 2009 hatte die AVRO 403.552 Mitglieder. Bis zu ihrer Auflösung gehörte sie damit zu den großen Mitgliedsverbänden mit „A-Status“. Die Anstalten betreiben keine eigenen Sender, sondern bekommen jeweils Programmplätze auf den gemeinsamen Radio- und Fernsehsendern der NOS eingeräumt.

## Programm

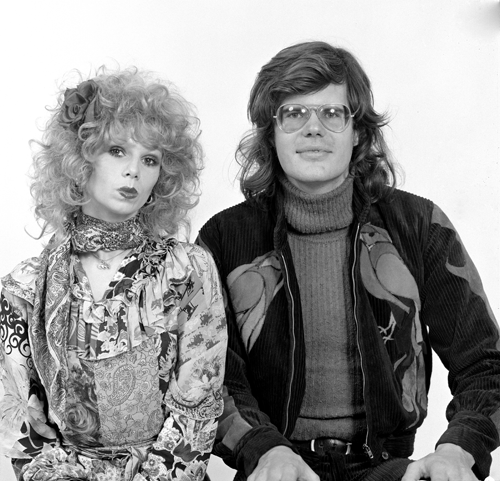
TopPop Moderatoren: Penney de Jager & Ad Visser

AVRO war verantwortlich für die niederländischen Beiträge beim Junior Eurovision Song Contest. 2007 richtete sie den JESC in Rotterdam aus, 2012 in Amsterdam.
AVRO sponserte ein 1938 ausgetragenes Schachturnier der Weltspitze, das nach ihr als AVRO-Turnier benannt wurde.
AVRO produzierte u. a. ein politisches Magazin "EenVandaag", welches niederländische und europäische Themen mit Kurzberichten beleuchtet, die dann anschließend von zwei Politikern und einem Moderator diskutiert werden.
Seit 19. Februar 1946 produzierte AVRO die sehr erfolgreiche Vormittagsradioshow Arbeidsvitaminen (Arbeitsvitamine), heute auf NPO Radio 5. Es war Jahrzehntelang die meist gehörteste Radiosendung auf NPO 3FM in den Niederlanden.
Die Popmusik Sendung "TOPPOP" wurde über die Grenzen der Niederlande bekannt. Die Sendung gab es vom 22. September 1970 bis 27. Juni 1988 im Fernsehen auf Nederland 2 und als "Toppop radio" auf Hilversum 3. Avro's TopPop war als wöchentliche Chartshow in den 1970ern und den frühen 1980ern tonangebend. Ad Visser präsentierte (bis 1985) die größten Hits der niederländischen Hitparade und Stars aus aller Welt. Seit September 2012 gibt es eine Neuauflage unter dem Namen "Toppop3" auf Nederland 3.

## Auflösung
Die Bindung an konfessionelle und politisch-weltanschauliche Gruppen in den Niederlanden hat seit den 1960er-Jahren stark nachgelassen, die Verzuiling der Gesellschaft löste sich auf. So entstanden auch im Medienbereich neue Rundfunkvereinigungen, unter anderem die 1964 gegründete Televisie & Radio Omroep Stichting (TROS), die ebenfalls Mitglied im NPO wurde. AVRO und TROS fusionierten am 1. Januar 2014 zu AVROTROS. Nach einer Übergangsphase bis zum 6. September 2014 wurde die AVRO endgültig aufgelöst.